# Sourou (rivière)
Pour les articles homonymes, voir Sourou (homonymie).
Le Sourou est une rivière d'Afrique de l'Ouest qui coule au Mali et au Burkina Faso, avant d'être un affluent du Mouhoun (ou Volta Noire), dans le bassin versant du fleuve la Volta. Il a donné son nom à la province burkinabè du Sourou.

## Géographie
Le Sourou prend sa source au Mali avant de s'écouler vers le Sud au Burkina Faso où il forme la frontière entre les deux pays sur une dizaine de kilomètres avant de s'écouler en territoire burkinabé jusqu'à sa confluence avec le Mouhoun dont il est un affluent en période normale. Cependant, le Sourou est une rivière particulière, constituant aussi un défluent de la Volta Noire : lors de la crue annuelle, sa section inférieure est parcourue d'aval en amont par les eaux de la Volta Noire.
Grâce au barrage construit au Burkina Faso au niveau de la confluence, les eaux de crue sont désormais emmagasinées en vue de la saison sèche avec une capacité de retenue de 250 à 500 millions de mètres cubes.

## Hydrologie
Son régime hydrologique est dit pluvial tropical.

## Aménagements et écologie
L'organisme gestionnaire du Sourou est l'autorité du bassin de la Volta, une organisation internationale africaine regroupant les pays riverains du fleuve.